# Piotr Borowy
Piotr Borowy (ur. 28 maja 1858 w Rabczycy, zm. 18 stycznia 1932 w Lipnicy Wielkiej) – polski działacz ludowy i niepodległościowy, członek polskiej delegacji na konferencji pokojowej w Paryżu w 1919 r. i do prezydenta Stanów Zjednoczonych Woodrowa Wilsona w sprawie przyłączenia Orawy i Spisza do Polski.
Był samoukiem, szczególnie interesowały go książki o tematyce religijnej, był doskonałym mówcą. Prowadził on ascetyczny styl życia. Szerzył na Orawie wiarę katolicką, kulturę polską i patriotyzm.
Borowego, człowieka o dużym autorytecie społecznym, nazywano „Gazdą orawskim”, „Przykładnym Naśladowcą Chrystusa”, „Katolickim Patriotą”, „Apostołem Orawy” i orędownikiem „prowdy, piykna i dobroci”.

## Życiorys
W 1882 roku w Rabczycy założył rodzaj „chłopskiego klasztoru”, gdzie ślubowano czystość, ubóstwo i posłuszeństwo. Później ze względu na trudną sytuację materialną wyjechał na półtora roku do Stanów Zjednoczonych. Po powrocie otworzył warsztat introligatorski i sprzedawał po jarmarkach książki, które sam oprawiał. Sam też napisał kilka książek, w których piętnował upadek moralności i pijaństwo. Później pisał też książki o tematyce politycznej, a także bajki i poematy (m.in. Mowy, Rozmyślania człowieka o sprawach Boskich, Złote myśli). Zajmował się problematyką polskości Orawy i Spisza.
Od 19 marca do 15 kwietnia 1919 roku wraz z Wojciechem Halczynem, księdzem Ferdynandem Machayem i dr Kazimierzem Rouppertem przebywał jako delegat ludności polskiej ze Spisza i Orawy na konferencji pokojowej w Paryżu. Po podziale Orawy w 1920 roku, kiedy Rabczyca przypadła Czechosłowacji, przeniósł się do Lipnicy Wielkiej, gdzie zamieszkał w maleńkim domku. Prowadził tam działalność misjonarską. Uznawany był za wielki autorytet. W wieku 70 lat zaczął spisywać swoje mowy – nauki. Po jego śmierci ksiądz Ferdynand Machay wydał drukiem jego książkę: Sąd grzesznika sam nad sobą. Z drzeworytami Stanisława Jakubowskiego.
Pochowany został na cmentarzu przykościelnym w Lipnicy Wielkiej. W 1929 roku prezydent RP Ignacy Mościcki (podczas wizyty w Jabłonce) odznaczył Borowego Krzyżem Kawalerskim Orderu Odrodzenia Polski. Ksiądz infułat Ferdynand Machay starał się o beatyfikację Borowego. 

## Ordery i odznaczenia
- Krzyż Kawalerski Orderu Odrodzenia Polski (10 listopada 1928)[2]

## Upamiętnienie
30 lipca 1933 roku na kościele w Lipnicy Wielkiej odsłonięto tablicę upamiętniającą Piotra Borowego. We wrześniu 1939 r., po wkroczeniu tu wojsk Słowacji osunęli ją i wywieźli nacjonaliści słowaccy. 24 maja 1992 odsłonięto nową tablicę. Kazanie o działalności Borowego wygłosił w czasie uroczystości ks. Józef Tischner. .
Imieniem Borowego nazwano Konkurs Literacki na utwór o tematyce orawskiej organizowany od ok. 1980 roku przez Orawski Park Etnograficzny w Zubrzycy Górnej. W 2002 roku, w 70-lecie jego śmierci, Towarzystwo Miłośników Orawy wyemitowało pamiątkowy medal z jego podobizną.
W Krakowie, na Zwierzyńcu, jego imieniem nazwano ulicę. Imię Piotra Borowego nosi też jedna z ulic Jabłonki.
W centrum Lipnicy Wielkiej wybudowano Plac Piotra Borowego.
Upamiętniony jest na Pomniku Niepodległości w Podsarniu, odsłoniętym 23 listopada 2018 r. przez Prezydenta Andrzeja Dudę oraz tabliczką na Murze Orawskich Ojców Niepodległości w Lipnicy Wielkiej, odsłoniętym 4 lipca 2020 r.

## Literatura dodatkowa
- ks. Ferdynand Machay: Borowy, Piotr. W: Polski Słownik Biograficzny. T. 2: Beyzym Jan – Brownsford Marja. Kraków: Polska Akademia Umiejętności – Skład Główny w Księgarniach Gebethnera i Wolffa, 1936, s. 351–352. Reprint: Zakład Narodowy im. Ossolińskich, Kraków 1989, ISBN 83-04-03291-0.